# كأس النرويج 1994
كأس النرويج 1994 (بالنرويجية: Norgesmesterskapet i fotball for menn 1994)‏ هو الموسم 89 من كأس النرويج. أشرف على تنظيمه اتحاد النرويج لكرة القدم، وفاز فيه نادي مولده.